# Krabbertje

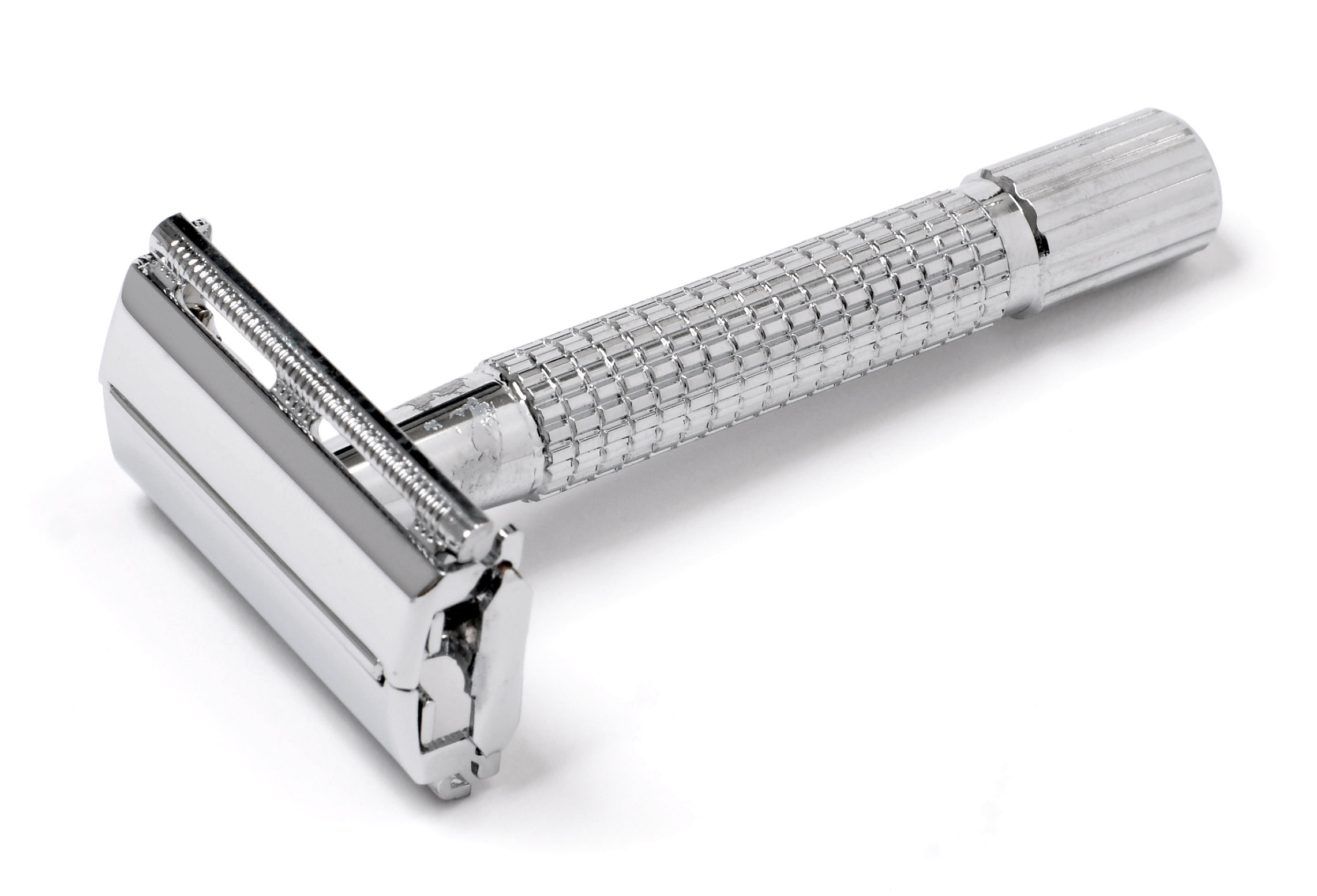
Modern krabbertje

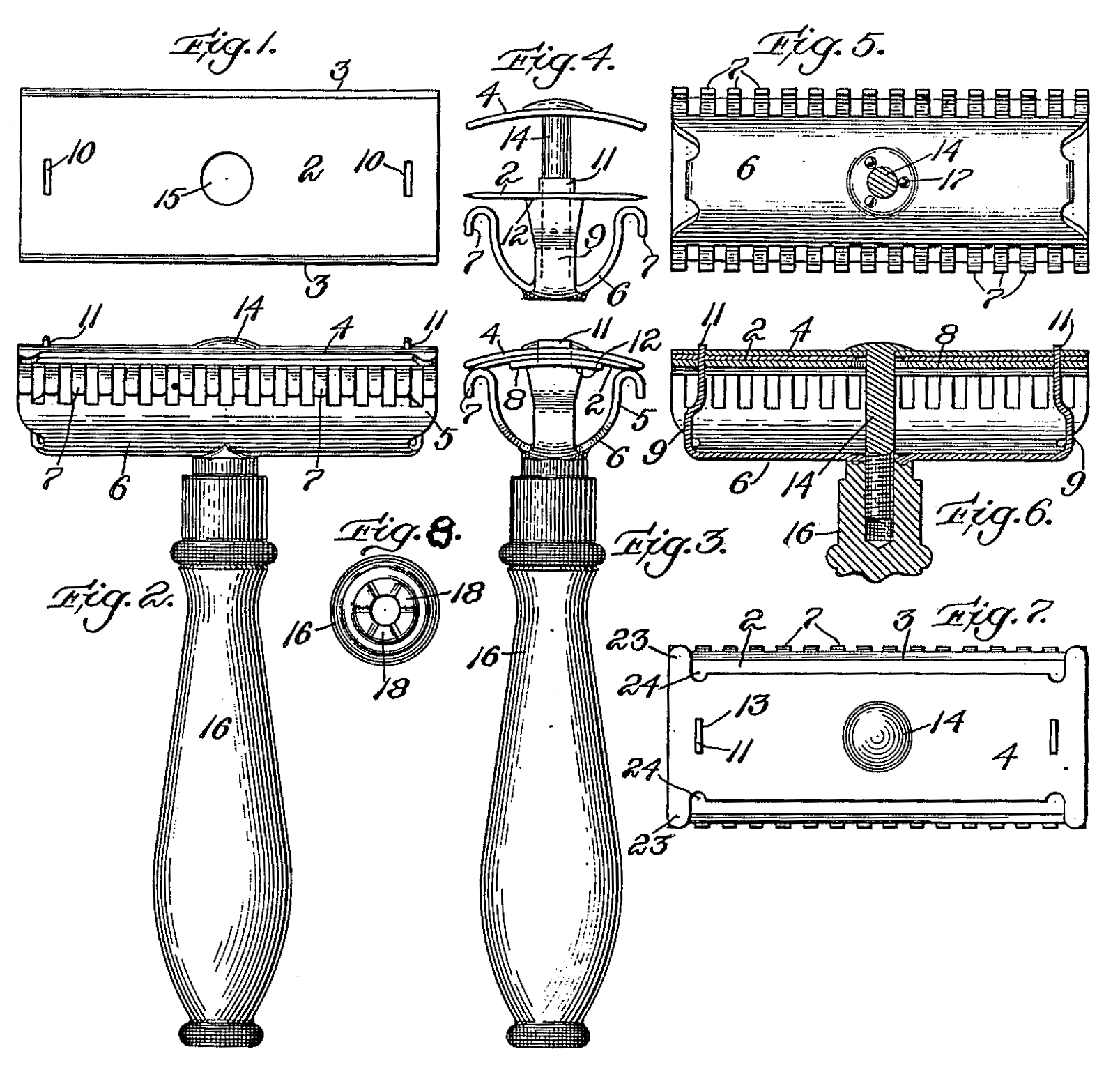
Octrooitekening van het krabbertje

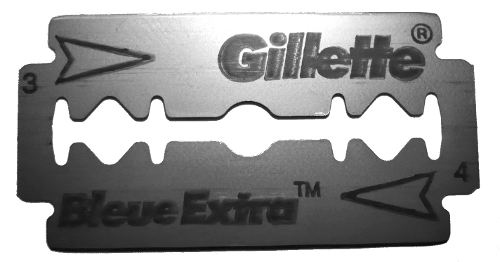
Dubbelzijdig scheermesje

Een krabbertje of veiligheidsscheermes is een scheermes waarbij het snijvlak loodrecht op het handvat staat. Op het krabbertje is aan beide kanten een snijvlak aanwezig. Het snijvlak is omgeven door een of twee metalen elementen die de huid beschermen. Dit in tegenstelling tot het open scheermes waarbij het snijvlak helemaal vrij ligt. In het krabbertje worden verwisselbare dubbelzijdige scheermesjes gebruikt.

## Geschiedenis
Op een simpele versie van het krabbertje, enigszins lijkend op het injectorscheermes, is in 1847 door William S. Henson octrooi aangevraagd. De populariteit van het krabbertje nam een hoge vlucht nadat de Amerikaanse uitvinder King Camp Gillette in 1901 het dubbelzijdige scheermesje, met bijbehorende houder, uitvond. Dit is nog steeds de vorm waar het krabbertje van vandaag is op gebaseerd. Er werden in de Eerste Wereldoorlog 3,5 miljoen Gillettekrabbertjes uitgedeeld aan Amerikaanse soldaten. De soldaten die terugkwamen van het slagveld, bleven deze krabbertjes gebruiken waardoor de consumentenmarkt werd veroverd.
Het krabbertje was voor het bedrijf van King Camp Gillette een groot succes door deze slimme marketingtruc. Het krabbertje werd gratis weggegeven, maar voor de mesjes werd relatief veel geld gevraagd. Dit is tot op heden de marketingtechniek binnen de scheerbranche, waarbij de houders vrij goedkoop zijn, maar de mesjes relatief duur.

## Bouw
Het krabbertje is een houder voor een dubbelzijdig scheermesje. Er is een aantal verschillende onderdelen te onderscheiden: de steel, de basis en de kop. Het mesje wordt ingeklemd tussen de basis en de kop. In de loop der tijd is een aantal verschillende ontwerpen ontwikkeld, waarbij de naamgeving werd ontleend aan het aantal stukken waaruit het scheermes bestaat:
Krabbertje uit een stukEen krabbertje bestaande uit een stuk heeft op de kop van het mes een mechanisme dat enigszins lijkt op openslaande deuren. Het verwisselen van het mesje van een dergelijk krabbertje is zeer eenvoudig. Om de deurtjes te openen kan aan de onderkant van de steel van het krabbertje gedraaid worden. Dan kan het mesje eenvoudig vervangen worden en de deurtjes weer gesloten worden. Dit systeem is zeer veilig doordat de gebruiker het mesje niet hoeft aan te raken om het te verwisselen. Dit ontwerp is het meest ingewikkeld door het mechanisme dat de deurtjes moet openen.
Krabbertje uit twee stukkenHet simpelst is een krabbertje bestaande uit twee stukken. Dit krabbertje heeft alleen een verwijderbare kop. De basis en de steel zitten aan elkaar vast. Door aan de onderkant van de steel te draaien komt de kop los, waarna het mesje vervangen kan worden.
Krabbertje uit drie stukkenHet krabbertje uit drie stukken heeft naast een losse kop ook een losse basis. Bij het vervangen van het mesje wordt het tussen de kop en de basis ingeklemd, waarna de steel erop geschroefd kan worden.
Daarnaast bestaan er ook nog krabbertjes met een zogenaamde slant bar. Deze slant bar is in tegenstelling tot een rechte basis horizontaal enigszins gedraaid. Hierdoor ontstaat er een snijvlak dat enigszins op een guillotine lijkt. Hiermee kunnen dikkere haren makkelijker doorgesneden worden. Het guillotine-effect zorgt er ook voor dat het scheermes 'agressiever' is, en daardoor minder geschikt is voor beginnende gebruikers.